# Kaple svatého Kříže (Rožďalovice)
Kaple svatého Kříže je sakrální stavba v areálu hřbitova v městě Rožďalovicích. Postavena byla v 19. století a není památkově chráněna.

## Historie
V 19. století byl zrušen starý historický rožďalovický hřbitov, rozkládající se kolem děkanského kostela sv. Havla. Nový hřbitov byl založen za severním okrajem města při tzv. Podolí. Hřbitovní kaple, zasvěcená svatému Kříži, byla postavena v roce 1868.

## Stavební podoba
Kaple je jednolodní pseudorománská stavba, presbytářem orientovaná přibližně k západu. Nad vstupní částí kaple se nachází štíhlá věžička typu sanktusníku.